# VW Chico
Der VW Chico war ein Prototyp eines Kleinstwagens von Volkswagen, der 1991 auf der IAA vorgestellt wurde. Die Form gestaltete Stefan Seiffert. 
Der Chico hatte einen Hybridantrieb. Ein Zweizylinder-Ottomotor mit 636 cm³ Hubraum leistete 25 kW (34 PS) bei 6000/min, der Elektromotor 7 kW. Der Prototyp wog 830 kg, war 3,15 Meter lang und erreichte eine Höchstgeschwindigkeit von 131 km/h. Der serienmäßige Wagen sollte 20 Zentimeter länger werden.
Der Chico war ein 2+2-Sitzer mit einer aerodynamisch günstigen, dreitürigen Karosserie. Als Kleinstwagen lag er unterhalb des VW Polo. Zur Serienfertigung kam es nicht. Erst seit 1997 hatte VW mit dem Seat Arosa und dem fast baugleichen VW Lupo sowie später mit dem VW Fox Vertreter in diesem Fahrzeugsegment. Ihre Technik war jedoch weit konventioneller als die des Chico.
Nachdem bereits 50 Rohkarossen gefertigt wurden und die Serienfertigung geplant war, wurde das Projekt nach dem Vorstandswechsel von Carl Hahn zu Ferdinand Piëch 1993 eingestellt. Insgesamt wurden nur drei Fahrzeuge gebaut. 
Alternative Antriebstechnologien wie Erdgasantrieb und Elektroantrieb in Serie führte VW mit dem Nachfolger des VW Fox ein, dem 2011 vorgestellten VW up!.
Die Bezeichnung Chico trugen außerdem in Südafrika hergestellte Modelle des VW Citi Golf, einer Variante des VW Golf I.

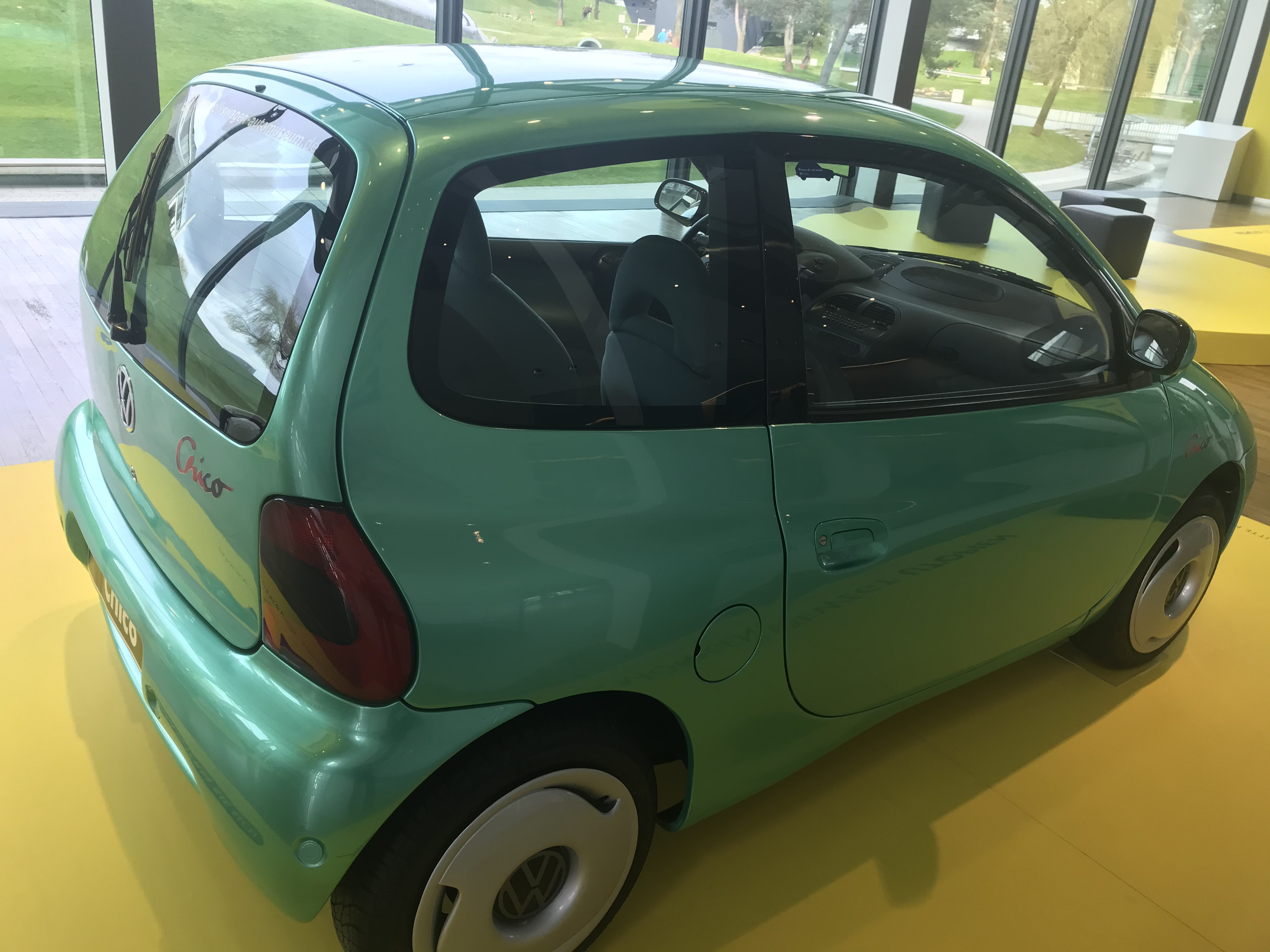
Exterieur des VW Chico
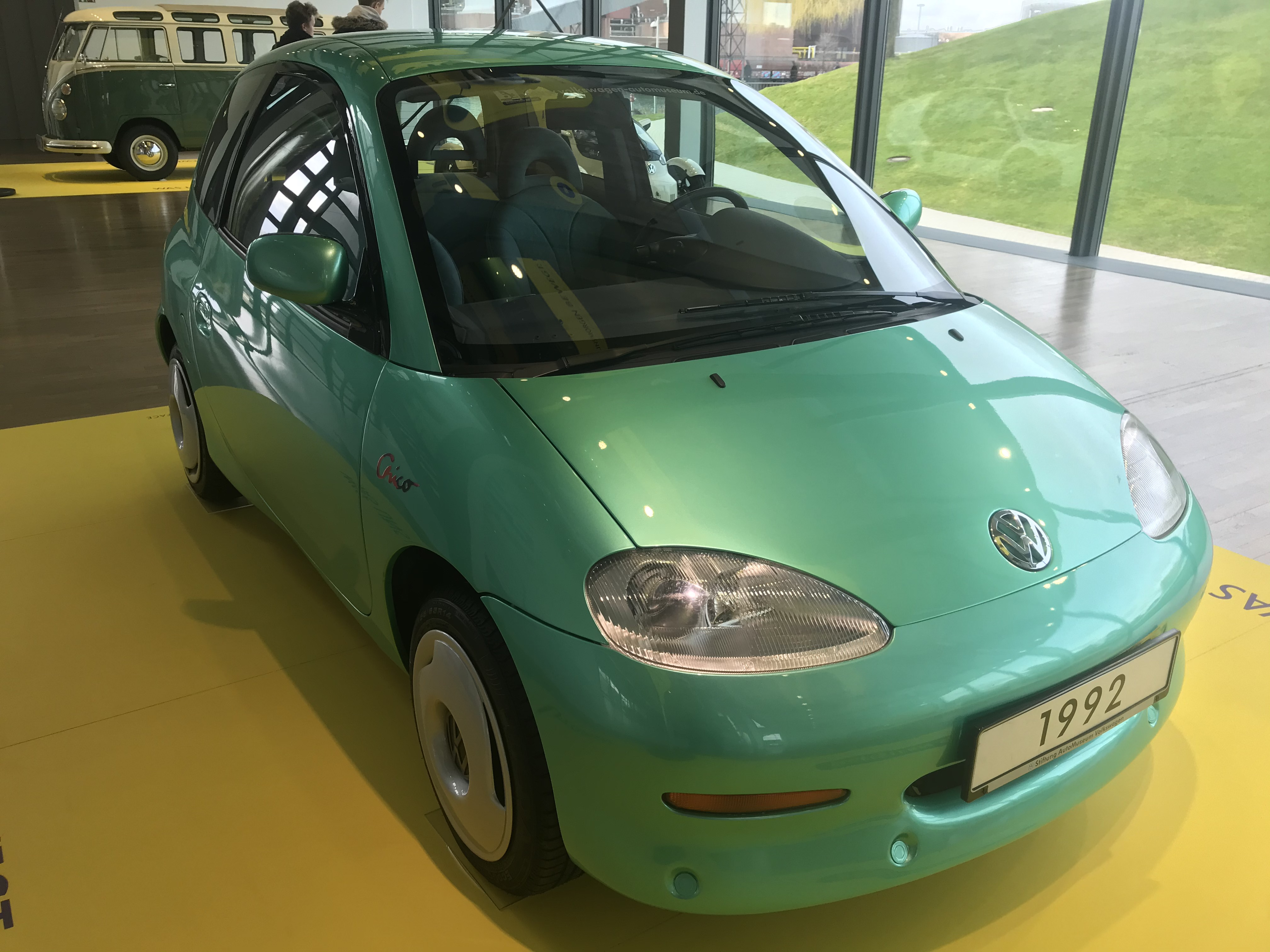
Exterieur des VW Chico
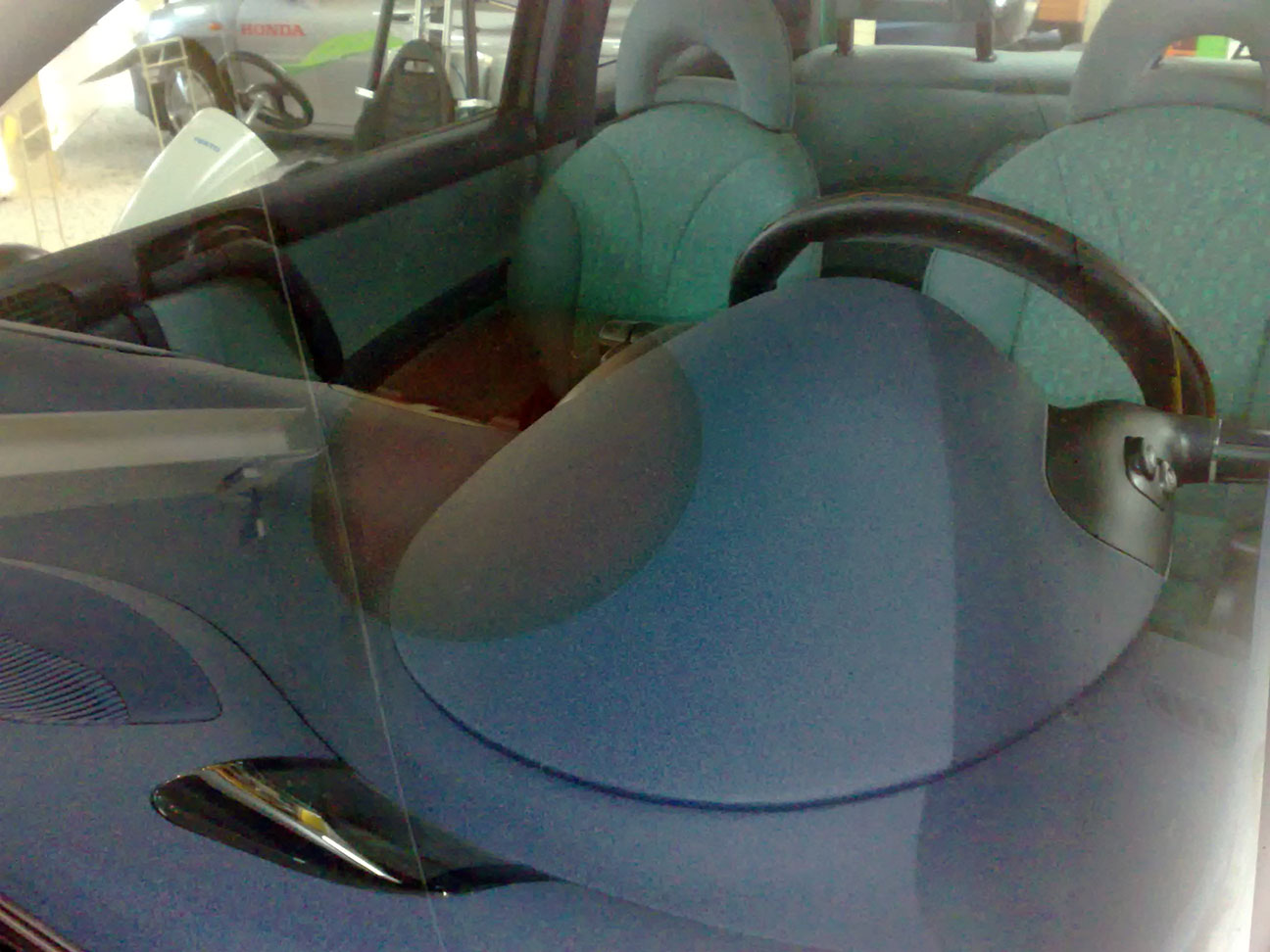
Head-Up-Display in der Frontscheibe
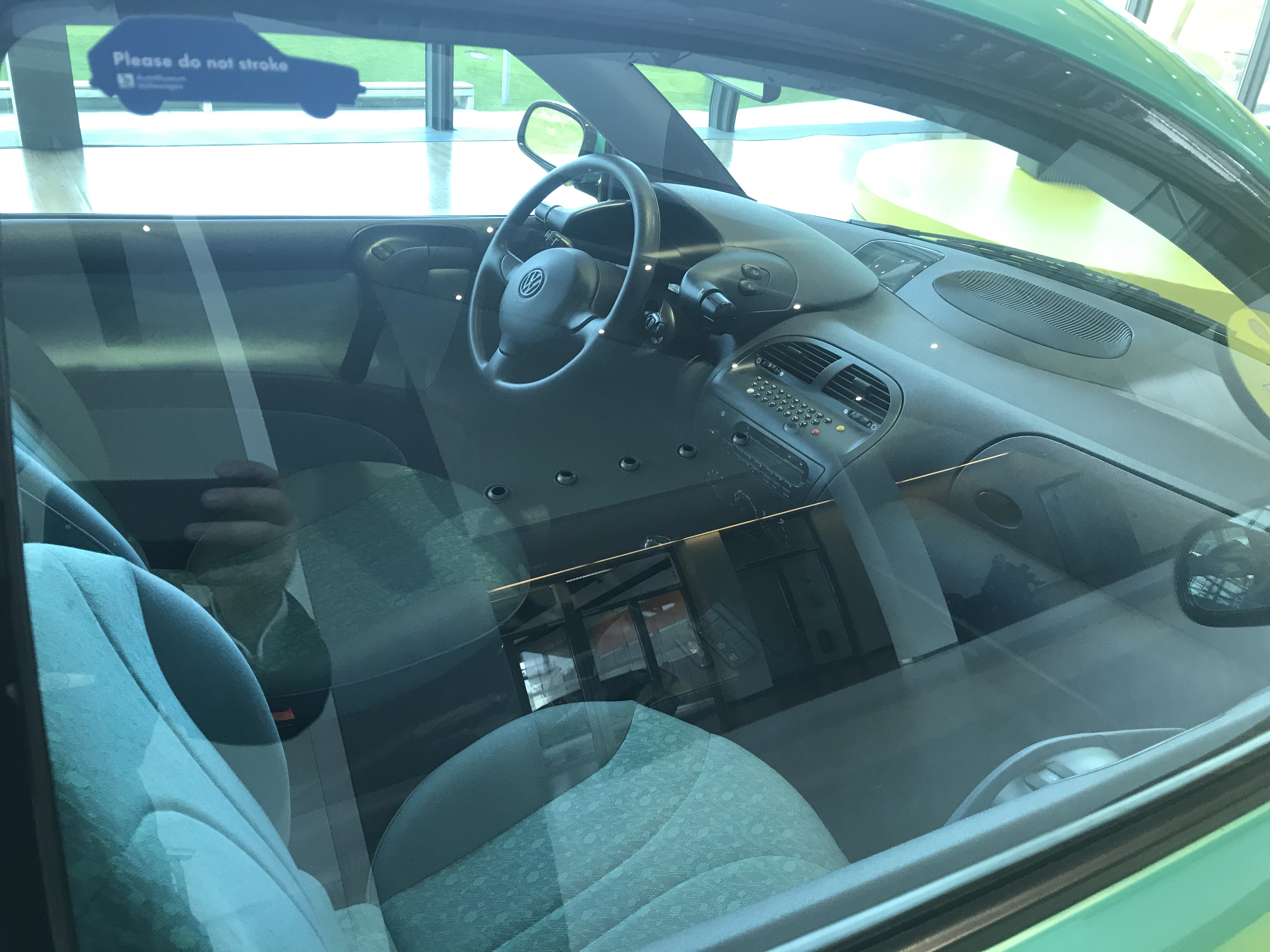
Interieur des VW Chico, mit der Tastatur im Armaturenbrett